# David Shrigley
David John Shrigley (Macclesfield, 17 settembre 1968) è un artista britannico.

## Biografia

### Gioventù e formazione
Shrigley nacque il 17 settembre 1968 a Macclesfield, nel Cheshire. Quando aveva solo due anni, si trasferì con i genitori e la sorella a Oadby, nel Leicestershire. Dopo aver frequentato di corsi della Art and Design Foundation del Leicester Polytechnic nel 1987, si trasferì a Glasgow e studiò arte ambientale presso la Glasgow School of Art dal 1988 al 1991. Durante un'intervista di Becky Barnicoat del Guardian, Shrigley disse:
 Durante gli anni novanta, Shrigley divenne una guida presso il Centre for Contemporary Arts di Glasgow prima di diventare un artista a tempo pieno.

### Carriera

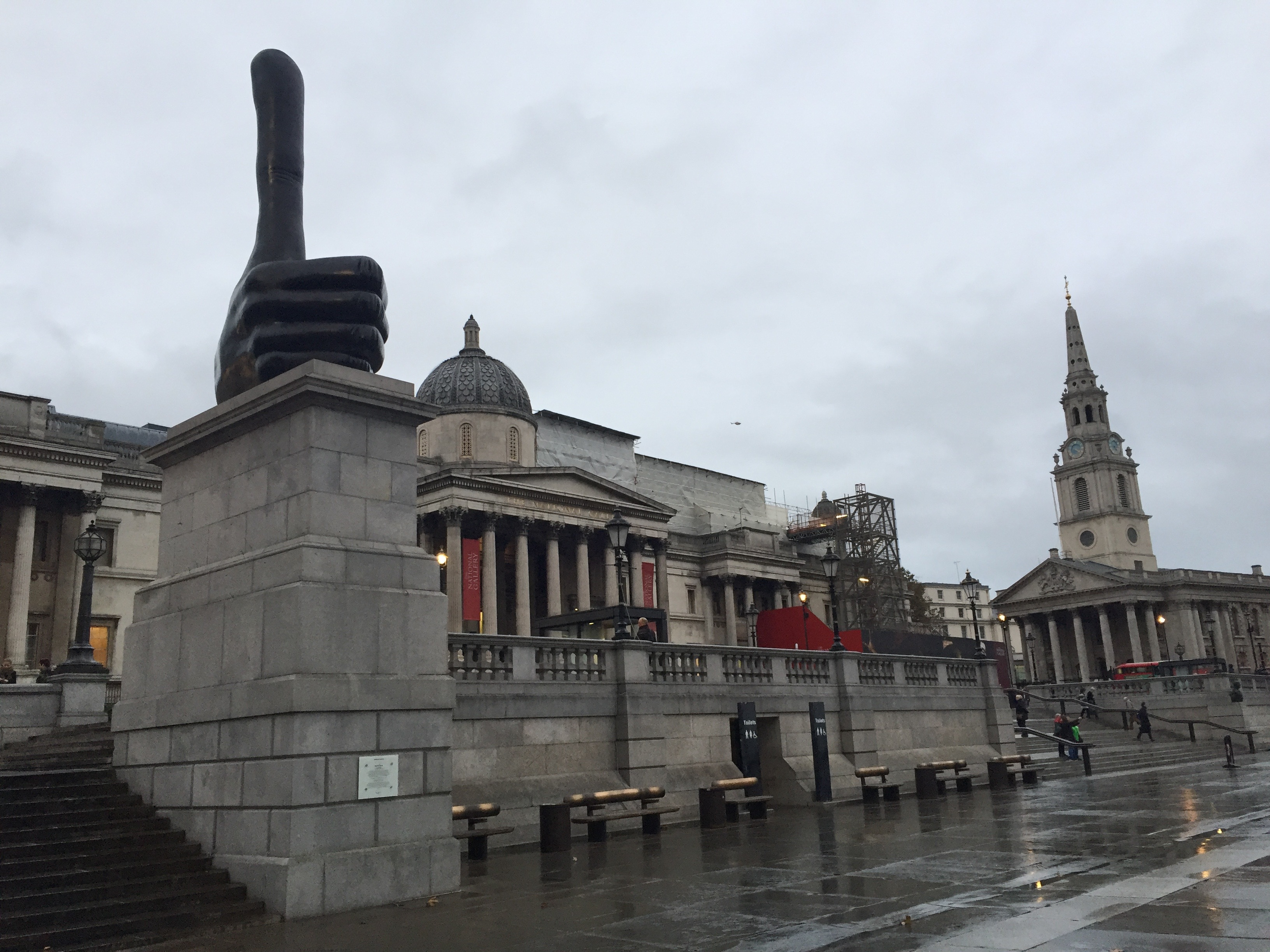
Really Good (2016)

Nel 2003 e l'anno seguente, Shrigley diresse i videoclip di Good Song dei Blur e quello di Agnes, Queen of Sorrow di Bonnie 'Prince' Billy. Nel 2005 disegnò la copertina dei volantini della metropolitana di Londra; a partire dallo stesso anno, scrisse un fumetto che appariva ogni sabato su The Guardian's Weekend. Shrigley co-diresse assieme a Chris Shepherd il cortometraggio Who I Am And What I Want (2005), tratto dall'omonimo libro dell'artista e in cui Pete, il protagonista della pellicola, viene doppiato da Kevin Eldon. Nel 2006, Shrigley realizzò anche i disegni raffigurati sulle magliette promozionali del festival Triptych, perdurato per alcuni giorni in tre diverse località della Scozia. Nel 2006, Shrigley pubblicò un album di spoken word intitolato Shrigley Forced to Speak With Others, a cui seguì, nel 2007, Worried Noodles, in cui vari musicisti (David Byrne, Hot Chip e Franz Ferdinand fra i molti) reinterpretano i testi scritti dall'artista. Nel 2007, l'artista realizzò le dodici differenti copertine dell'album Friend Opportunity dei Deerhoof e creò la sequenza animata del film Hallam Foe.
Lungo i primi anni duemila, le opere di Shrigley furono esposte in molte rassegne artistiche tenute in vari musei fra cui la Dundee Contemporary Arts (2006), la Malmö Konsthall (2007),  il Baltic Centre for Contemporary Art (2008), il Museo Ludwig (2008), la Kunsthalle Mainz (2009), il Kelvingrove Art Gallery and Museum (2010) e il museo d'arte di Turku (2011).
Nel 2013, Shrigley ottenne una nomination ai Turner Prize. Il 17 luglio 2014 ricevette un dottorato onorario presso la De Montfort University di Leicester.

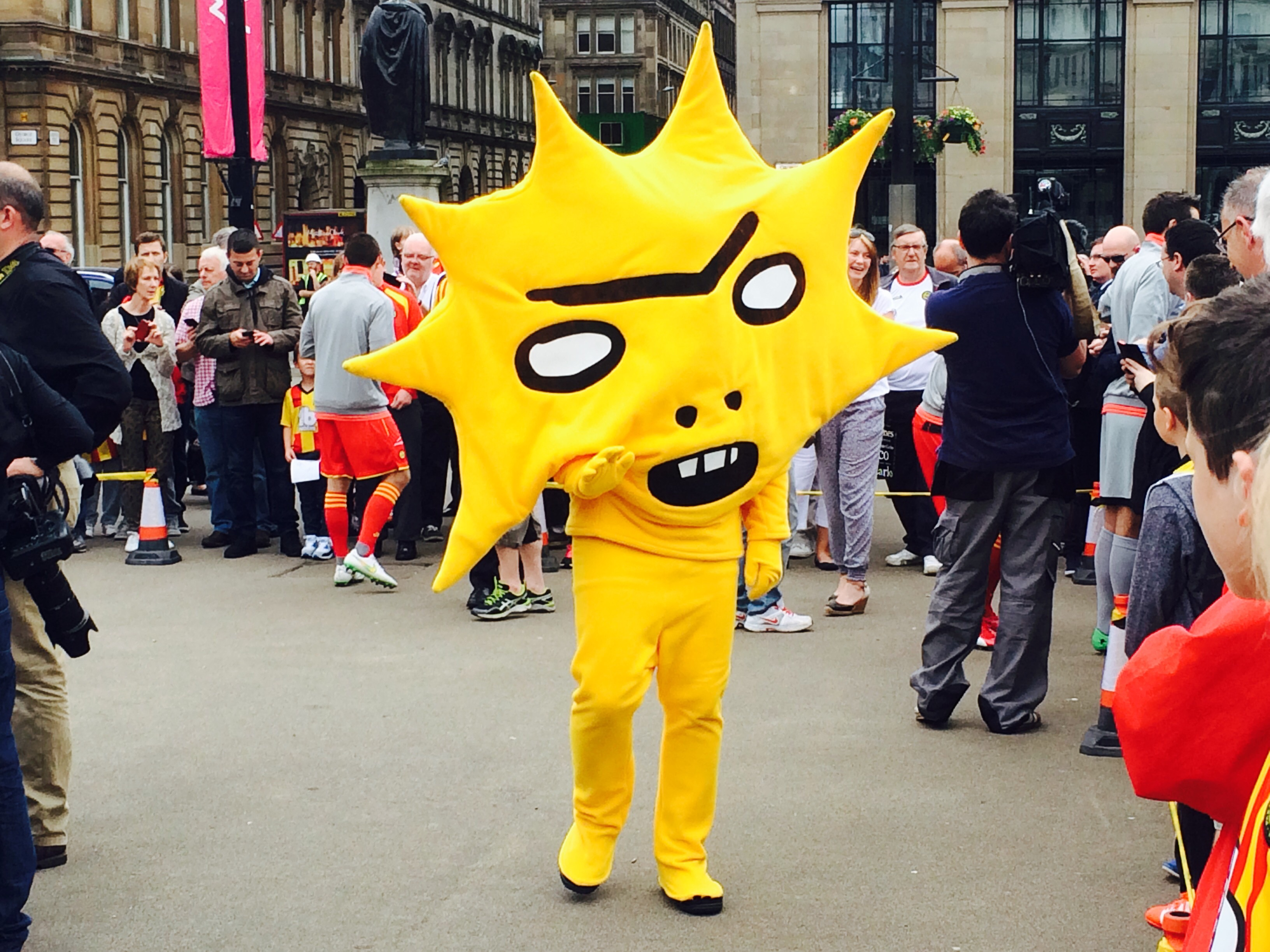
La mascot Kingsley

Nel 2014, Shrigley realizzò una serie di denti in ottone (Brass Tooth) che vendette a 1.200 sterline britanniche l'uno. Nel 2015, l'artista si trasferì a Brighton e inventò Kingslsey, la controversa mascotte della squadra di calcio scozzese Partick Thistle. Nel mese di settembre del 2016, la scultura di Shrigley Really Good, raffigurante una mano chiusa a pugno e dal pollice di lunghezza smisurata, venne collocata a Trafalgar Square (Londra) per poi venire rimossa nel mese di marzo del 2018. Nel 2019, l'artista inglese disegnò i cartellini gialli e rossi dell'AS Velasca.

## Opere (elenco parziale)
- 2003 – Evil Thoughts: 22 Postcards
- 2007 – David Shrigley's Worried Noodles
- 2010 – What the Hell are You Doing?: The Essential David Shrigley
- 2012 – The Book of Shrigley
- 2012 – David Shrigley: Pass the Spoon: A Sort-Of Opera about Cookery
- 2012 – Red Book
- 2014 – Weak Messages Create Bad Situations: A Manifesto
- 2018 – Fully Coherent Plan: For a New and Better Society

## Discografia
- 2006 – Shrigley Forced to Speak With Others
- 2007 – David Shrigley's Worried Noodles (con vari artisti)
- 2013 – Awesome (con Iain Shaw)
- 2014 – Music + Words (con Malcolm Middleton)
- 2019 – Goat Music